# Gilman City
Gilman City è un comune degli Stati Uniti d'America, situato nello Stato del Missouri, diviso tra la contea di Harrison e la contea di Daviess.